# Marianna Uutinen
Marianna Uutinen, född 23 juli 1961 i Pieksämäki, är en finländsk bildkonstnär.
Uutinen studerade 1980–1985 vid Konstakademins skola och 1991–1992 vid L'Institut des hautes études en arts plastiques i Paris. Efter en debut på De ungas utställning 1985 blev hon snart känd för sina experimentella målningar i ett slags akrylreliefteknik som ofta präglas av en stark känsla av kroppslighet. Glänsande, tillskrynklade plastytor och färgmaterial som är spillt eller utpressat på duken hör till verkningsmedlen i hennes konst, som kan innehålla associativa syftningar både till nutidskonstens klassiker och måleriets arbetsprocess. Hon blev professor i måleri vid Bildkonstakademin 2004. 